# Прайс, Дэвид (боксёр)
Дэвид Прайс (англ. David Price; род. 6 июля 1983, Ливерпуль, Великобритания) — британский боксёр-профессионал, выступавший в тяжёлой весовой категории. Бронзовый призёр Олимпийских игр (2008), чемпион Игр Британского содружества наций (2006), чемпион Европейского союза (2008), чемпион Англии (2003) в любителях.
Проспект года по версии канала ESPN (2012). Среди профессионалов чемпион Британии и Британского содружества (2012), чемпион Англии (2012) в тяжёлом весе.

## Любительская карьера
В 2003 году стал самым молодым чемпионом АБА в тяжёлом весе, в возрасте 19 лет. Проиграл нокаутом канадскому нокаутёру, Бермейну Стиверну. Победил в любителях соотечественника Тайсона Фьюри. Не смог участвовать в олимпийских играх 2004 года, из-за проигрыша в четвертьфинале от Роберто Камарелле.
В ноябре 2005 года принял участие на Чемпионате мира по боксу, и проиграл в первом туре финну, Роберту Хелениусу.
2006 год для Прайса был неоднозначным. На чемпионате «Кубок Стрэнджа», Дэвид проиграл по очкам украинскому боксёру, Вячеславу Глазкову. А затем в Мельбурне победил на Играх Содружества, завоевав золотую медаль.
В 2007 году участвовал на чемпионате мира, из-за травмы руки не смог выйти на полуфинальный поединок с Роберто Камарелле. На квалификационном турнире победил Магомеда Абдусаламова, и заработал путёвку на Олимпийские игры.
В июне 2008 года стал чемпионом Европейского союза в Цетнево (Польша) в весе свыше 91 кг, в финале победив опытного венгра Иштвана Берната.
А затем в августе 2008 года принял участие на Олимпийских играх. Где он в четвертьфинале победил литовца Ярославса Якшто, но в полуфинале со счётом 1:10 проиграл опытному итальянцу Роберто Камарелле, и стал бронзовым призёром Олимпиады.
После Олимпийских игр решил перейти в профессионалы.

## Профессиональная карьера
В 2009 году начал активную профессиональную карьеру, побеждая всех своих оппонентов. В феврале 2011 года, нокаутировал Осборна Машиману (18-6-1). Через 2 месяца нокаутировал в 1-м раунде Рафаэля Батлера (35-9). В июне нокаутировал во 2-м раунде непобеждённого Тома Далласа (15-0).
Летом 2011 года работал спарринг партнёром с Дэвидом Хэем, в подготовке к бою с Владимиром Кличко.
В январе 2012 выиграл элиминатор на бой за звание чемпиона Великобритании и Британского содружества, против англичанина, Джона Макдермотта (26-7).

#### Бой с Сэмом Сэкстоном
Титулом на тот момент обладал Тайсон Фьюри, которого Прайс побеждал в любителях. Но Тайсон отказался от боя и освободил титул, ссылаясь на свой контракт с телевизионным каналом, который не даёт ему возможности встретиться с Прайсом. Титулы объявили вакантными, и разыгрались между Прайсом, и бывшим обладателем титула чемпиона Великобритании, Сэмом Секстоном. 19 мая 2012 года, состоялся бой, в котором Прайс убедительно нокаутировал своего соотечественника, и завоевал оба титулы, и высоко поднялся в рейтингах мирового бокса.

#### Бой с Одли Харрисоном
В октябре Дэвид Прайс в первой защите титулов чемпиона Британии и британского содружества, вышел на ринг против бывшего обладателя этих титулов, бывшего претендента на чемпионский титул WBA и олимпийского чемпиона, Одли Харрисона. Харрисону было уже 40 лет, но после отказа встречи с Прайсом, Тайсона Фьюри и более высоких планов Дэвида Хэя, Одли по праву считался единственным достойным представителем британского бокса, для защиты титулов. С самого начала поединка, Прайс взял инициативу и действовал первым номером. В первой половине раунда Дэвид провёл точный левый джеб, который очень потряс Харрисона. Одли пошатался и отошёл к канатам. Прайс ринулся добивать его и донёс до цели несколько мощных хуков, после которых Харрисон поплыл и судья видя это, вмешался и остановил бой. Скатившись с канатов, Харрисон упал на настил ринга, и долгое время не мог прийти в себя. Сразу же после победы над Харрисоным, определился следующий соперник Прайса, им стал именитый британский боксёр, Мэтт Скетлон, который в этом же боксёрском шоу нокаутировал своего соперника и поднялся в рейтингах британского совета по боксу.

#### Бой с Мэттом Скелтоном
30 ноября 2012 года Прайс вышел на ринг с 45-и летним соотечественником, Мэттом Скелтоном. Бой начался с активной атаки Скелтона, которая вся пришлась в защиту Прайса. В середине первого раунда Прайс провёл несколько точных тяжёлых одиночных ударов. Некоторые из атак Скелтона так же были удачными, но в большей степени Дэвид их блокировал. Второй раунд начался с вязкой манеры обоих боксёров. Большим обилием клинчей и скользящих ударов. В конце второй минуты Прайс провёл две точные серии ударов, но Скелтон поднял руки, демонстрируя свою непотрясённость. В конце второго раунда Прайс провел удачную атаку, комбинированную атаки в голову и по корпусу, и Скелтон упал на настил ринга. Рефери досчитал до десяти, Но Мэтт встал только на колени. В этот же момент команда Скелтона выбросила полотенце, и рефери остановил поединок.

#### Бой с Тони Томпсоном I
23 февраля 2013 года, Дэвид Прайс в родном городе Ливерпуле вышел на ринг с известным соперником, американцем, Тони Томпсоном. Томпсон был двукратным претендентом на титул чемпиона мира, и оба раза проигрывал Владимиру Кличко, и если первая схватка была конкурентной, то во втором бою 40-летний ветеран уже ничего не показал, и в бою с Прайсом он был полным андердогом, коэффициент на победу Прайса составлял 7 к 1. Тони Топсон которому уже к этому бою исполнилось 41 год вышел к тому же на ринг с достаточным перевесом, и многое от него не ждали.
В первом раунде не было примечательных атак, но Прайс несколько раз удачно прицеливал Томпсона двойкой, и вполне убедительно наступал, Томпсон же действовал экономно, и больше старался не пропустить, чем нанести. Первый раунд вышел с преимуществом Дэвида. В углу британца тренер говорил чтоб Дэвид придерживался плана, а Прайс утверждал что уже раскусил американца и вёл себя уверенно. Во втором раунде Прайс вошёл в атаку и зажал Томпсона в углу, но Тони не растерялся, вошёл в клинч, вёл себя насторожено, и контролировал ситуацию. К концу раунда Прайс снова попробовал нанести атакующую комбинацию, но Тони увернулся, нанёс лёгкий боковой удар левой, а затем правым боковым удачно попал в область левого уха Прайса. Дэвид зашатался и тут же упал. Прайс впервые за профессиональную карьеру оказался на настиле ринга. Он сумел встать, но шатался и стоял неуверенно. Зал умолк, рефери прекратил поединок. 41-летний Томпсон совершил сенсационный апсет и нокаутировал восходящую звезду мирового бокса.
После поражения Прайса, его промоутера Фрэнка Мелоуни доставили в больницу с сердечным приступом, позже его привезли на после матчевую пресс-конференцию.

#### Бой с Тони Томпсоном II
После поражения в первом поединке, Прайс решил воспользоваться пунктом в контракте о матче реванше. Бой прошёл 6 июля 2013 года.
После сонных стартовых минут боя в конце 2-го раунда ударом по височной области Прайс отправил Томпсона в тяжёлый нокдаун, однако не успел добить. Начиная с 3-го Тони все чаще добирался ударами до головы и туловища неважного на средней/ближней дистанциях соперника, а в концовке 4-го потряс уже крепко истощенного физически Дэвида. Развязка не заставила себя ждать: в 5-й трехминутке Томпсон, воспользовавшись чрезвычайно дырявой защитой противника, поймал того затяжной комбинацией и оттеснил в угол ринга. Рефери отсчитал Прайсу стоячий нокдаун, который плавно перерос в поражение техническим нокаутом — британец был не в состоянии продолжать бой.

#### Контракт с Saurland Event
В конце 2013 года Дэвид Прайс заключил контракт с известным немецким промоутером, компанией Saurland Event. Первый бой под эгидой новой компании провёл 25 января 2014 года в Германии, нокаутировав в 1-м раунде венгерского джорнимена, Иштвана Ружинского.

#### Бой с Ондреем Пала
12 апреля В тяжёлом бою Прайс нокаутировал в третьем раунде чешского нокаутёра, Ондрея Палу. В первом раунде Пала сумел отправить Дэвида Прайса в нокдаун, но не сумел развить успех, в итоге досрочно победил британец.
7 июня 2014 года, Прайс победил украинского боксёра, Ярослава Заворотнего. Заворотний стал первым боксёром который продержался всю дистанцию против Прайса за последние четыре года, и не проиграл нокаутом.

#### Бой с Эрканом Тепером
17 июля 2015 года состоялся бой Эркан Тепера с британским боксёром Дэвидом Прайсом за вакантный титул чемпиона Европы по версии EBU. Эркан завершил бой во втором раунде нокаутировав Дэвида Прайса и завоевал титул.
23 декабря 2015 года стало известно, что Тепер провалил допинг-тест после боя с британцем Дэвидом Прайсом и этот бой был признан несостоявшимся, а Тепер получил год дисквалификации от Немецкой боксерской федерации и два года от Европейского боксёрского союза. Позже первоначальный результат боя вернули, но дисквалификацию Теперу сохранили.

#### Бой с Кристианом Хаммером
4 февраля 2017 года Прайс провёл поединок с немецким боксёром румынского происхождения Кристианом Хаммером. На кону стоял титул чемпиона Европы по версии WBO, принадлежащий Хаммеру.
Прайс доминировал в начале боя, удерживая уступающего в росте соперника на дистанции. Тем не менее, у Хаммера были удачные моменты в первых раундах. В пятом раунде в ходе размена ударами Прайс отправил соперника в нокдаун точным правым апперкотом в подбородок. Но к середине боя выносливость британца была на исходе, и уже в шестом раунде Хаммер перехватил инициативу, зажав соперника в углу и нанеся много точных ударов. От неприятностей Прайса спас гонг, но ситуация повторилась в следующем раунде, когда Хаммер обрушил на соперника град безответных ударов, что вынудило рефери остановить бой. Хаммер победил техническим нокаутом и сохранил титул.

## Результаты боёв
В таблице перечислены результаты всех поединков боксёров.
В каждой строке указан результат поединка. Дополнительно номер поединка обозначен цветом, который обозначает итог поединка. Расшифровка обозначений и цветов представлена в нижеследующей таблице.
| Пример | Расшифровка                     |
| ------ | ------------------------------- |
|        | Победа                          |
|        | Ничья                           |
|        | Поражение                       |
|        | Планируемый поединок            |
|        | Поединок признан несостоявшимся |
| КО     | Нокаут                          |
| ТКО    | Технический нокаут              |
| PTS    | Решение судей (по очкам)        |
| UD     | Единогласное решение судей      |
| MD     | Решение большинства судей       |
| SD     | Раздельное решение судей        |
| RTD    | Отказ от продолжения боя        |
| DQ     | Дисквалификация                 |
| NC     | Поединок признан несостоявшимся |

| Бой | Рекорд   | Дата             | Соперник                          | Судья               | Место боя                                       | Раундов          | Дополнительно |
| --- | -------- | ---------------- | --------------------------------- | ------------------- | ----------------------------------------------- | ---------------- | --- |
| 32  | 25(20)-7 | 26 октября 2019  | Дерек Чисора (31-9)               | Говард Джон Фостер  | O2 Арена, Лондон, Великобритания                | TKO4 (12), 2:00  | Бой за вакантный титул чемпиона по версии WBO Inter-Continental в тяжёлом весе. |
| 31  | 25(20)-6 | 20 июля 2019     | Дэвид Аллен (17-4-2)              | Маркус МакДоннелл   | O2 Арена, Лондон, Великобритания                | RTD10 (12), 3:00 | Завоевал вакантный титул чемпиона по версии WBA Continental в тяжёлом весе. |
| 30  | 24(19)-6 | 30 марта 2019    | Кэш Али (15-0)                    | Марк Лайсон         | Эхо Арена, Ливерпуль, Мерсисайд, Великобритания | DQ5 (10), 2:20   | |
| 29  | 23(19)-6 | 22 декабря 2018  | Том Литтл (10-6)                  | Киран Макканн       | O2 Арена, Лондон, Великобритания                | TKO4 (8), 2:38   | |
| 28  | 22(18)-6 | 22 сентября 2018 | Сергей Кузьмин (12-0)             | Говард Джон Фостер  | Wembley Stadium, Лондон, Великобритания         | RTD4 (10), 3:00  | Бой за вакантный титулы чемпиона по версии WBA Inter-Continental в тяжёлом весе. |
| 27  | 22(18)-5 | 31 марта 2018    | Александр Поветкин (33-1)         | Говард Джон Фостер  | Principality Stadium, Кардифф, Великобритания   | KO5 (12), 1:02   | Бой за титулы чемпиона по версиям WBA Inter-Continental и WBO International в тяжёлом весе. Прайс в нокдауне в 3-м раунде. Поветкин в нокдауне в 3-м раунде.                           |
| 26  | 22(18)-4 | 2 декабря 2017   | Камиль Соколовский (4-11-2)       | Час Коукли          | Brentwood Centre, Брентвуд, Великобритания      | PTS (6)          | 60-54. |
| 25  | 21(18)-4 | 4 февраля 2017   | Кристиан Хаммер (20-4)            | Фил Эдвардс         | Olympia, Лондон                                 | TKO7 (12), 1:22  | Бой за титул чемпиона Европы по версии WBO в супертяжёлом весе (1-я защита Хаммера). Хаммер в нокдауне в 5-м раунде.                                                                   |
| 24  | 21(18)-3 | 1 октября 2016   | Ивица Перкович (22-30)            | Йорг Мильке         | Jahnsportforum, Нойбранденбург                  | TKO2 (6), 2:10   | |
| 23  | 20(17)-3 | 29 мая 2016      | Вацлав Пейсар (9-2)               | Стив Грей           | Гудисон Парк, Ливерпуль                         | TKO2 (8), 1:30   | Пейсар в нокдауне в обоих раундах. |
| 22  | 19(16)-3 | 17 июля 2015     | Эркан Тепер (14-0)                | Массимо Барровечио  | Людвигсбург, Баден-Вюртемберг                   | KO2 (12) 0:52    | Бой за вакантный титул чемпиона Европейского боксёрского союза (EBU) в супертяжёлом весе. По результатам допинг-пробы Эркана Тепера бой признан несостоявшимся, но результат оставлен. |
| 21  | 19(16)-2 | 21 февраля 2015  | Ириней Беато Коста Младший (16-2) | Йорг Мильке         | O2 World Arena, Берлин                          | TKO6 (10) 2:59   | |
| 20  | 18(15)-2 | 7 июня 2014      | Ярослав Заворотний (16-6)         | Оливер Брайен       | Sport and Congress Center, Шверин               | UD (10)          | 100-90, 98-92, 98-92. |
| 19  | 17(15)-2 | 12 апреля 2014   | Ондрей Пала (33-4)                | Фредди Рафн         | Blue Water Dokken, Эсбьерг                      | KO3 (8) 0:33     | Прайс в нокдауне в 1 раунде, Пала в нокдауне в 3 раунде. |
| 18  | 16(14)-2 | 25 января 2014   | Иштван Ружински (12-9-1)          | Йорг Милке          | Hanns-Martin-Schleyer Halle, Штутгарт           | TKO1 (8) 2:00    | |
| 17  | 15(13)-2 | 6 июля 2013      | Тони Томпсон (37-3)               | Маркус Макдоннел    | Эхо Арена, Ливерпуль                            | TKO5 (12) 1:55   | |
| 16  | 15(13)-1 | 23 февраля 2013  | Тони Томпсон (36-3)               | Стив Грей           | Эхо Арена, Ливерпуль                            | TKO2 (12) 2:17   | |
| 15  | 15(13)-0 | 8 декабря 2012   | Мэтт Скелтон (28-6)               | Ричард Джеймс Дэвис | Aintree Equestrian Centre, Ливерпуль            | KO2 (12) 2:56    | Бой за титулы чемпиона Великобритании и британского содружества, 2-я защита Прайса. |
| 14  | 14(12)-0 | 13 октября 2012  | Одли Харрисон (28-5)              | Говард Джон Фостер  | Эхо Арена, Ливерпуль                            | TKO1 (12) 1:22   | Бой за титулы чемпиона Великобритании и британского содружества, 1-я защита Прайса. |
| 13  | 13(11)-0 | 19 мая 2012      | Сэм Секстон (15-2)                | Говард Джон Фостер  | Aintree Equestrian Centre, Ливерпуль            | KO4 (12) 2:07    | Бой за вакантные титулы Великобритании и британского содружества. |
| 12  | 12(10)-0 | 21 января 2012   | Джон Макдермотт (26-7)            | Говард Джон Фостер  | Olympia, Ливерпуль                              | KO1 (12) 1:13    | Бой за вакантный титул чемпиона Англии. |
| 11  | 11(9)-0  | 11 июля 2011     | Том Даллас (15-0)                 | Виктор Лоухлин      | Olympia, Ливерпуль                              | TKO2 (10) 2:45   | Элиминатор на титулы чемпиона Британии и британского содружества. |
| 10  | 10(8)-0  | 27 апреля 2011   | Рафаэль Батлер (35-9)             | Виктор Лоухлин      | Olympia, Ливерпуль                              | TKO1 (8) 1:47    | |
| 9   | 9(7)-0   | 5 февраля 2011   | Осборн Мачимана (18-6-1)          | Маркус Макдоннел    | Leisure Centre, Брентвуд, Эссекс                | TKO3 (10) 2:53   | |
| 8   | 8(6)-0   | 16 октября 2010  | Роман Сухатерин (6-15)            | Фил Эдвардс         | The Troxy, Limehouse, Лондон                    | TKO7 (8) 2:44    | |
| 7   | 7(5)-0   | 25 июня 2010     | Павол Палакович (12-8)            | Ричард Джеймс Дэвис | Brentwood Centre, Брентвуд, Эссекс              | TKO1 (6) 1:42    | |
| 6   | 6(4)-0   | 14 мая 2010      | Даниил Перетятько (16-27)         | Кен Куртис          | Goresbrook Leisure Centre, Эссекс               | PTS (6)          | |
| 5   | 5(4)-0   | 19 марта 2010    | Мартин Грейнджер (3-2)            | Фил Эдвардс         | Indoor Sports Centre                            | TKO1 (6) 1:05    | |
| 4   | 4(3)-0   | 11 декабря 2009  | Дмитрис Басовс (3-2)              | Вунфронд Джонс      | Newport Leisure Centre                          | KO1 (6) 0:33     | |
| 3   | 3(2)-0   | 23 октября 2009  | Явор Маринчев (5-15)              | Стив Грей           | Bolton Arena                                    | PTS (4)          | |
| 2   | 2(2)-0   | 16 октября 2009  | Лиридон Мемиши (0-0-1)            | Гари Вильямс        | Seaburn Centre                                  | RTD2 (6) 3:00    | |
| 1   | 1(1)-0   | 28 марта 2009    | Давид Инглиби (6-24-1)            | Ховард Джон Фостер  | Seaburn Centre                                  | TKO3 (6) 2:30    | |